# روبرت سكيبنيوسكي
روبرت سكيبنيوسكي (بالبولندية: Robert Skibniewski) مواليد 19 يوليو 1983 في بولندا، هو لاعب كرة سلة بولندي. يلعب مع نادي فوتسوافك لكرة السلة في الدوري البولندي لكرة السلة كلاعب هجوم خلفي. يحمل الرقم 6. يبلغ طوله 6 قدم 0 بوصة (1.8 م).

## المسيرة الاحترافية
لعب مع شلوسك فروتسلاو في سنة 2008، ثم لعب مع نادي فوتسوافك لكرة السلة في سنة 2010، ثم لعب مع نادي كشالين لكرة السلة في سنة 2012.

## روابط خارجية
- روبرت سكيبنيوسكي على موقع الاتحاد الدولي لكرة السلة (الإنجليزية)
- روبرت سكيبنيوسكي على موقع الدوري الأوروبي لكرة السلة (الإنجليزية)
- روبرت سكيبنيوسكي على موقع كرة السلة الأوروبية.كوم (الإنجليزية)
- روبرت سكيبنيوسكي على موقع ريلجم (الإنجليزية)
- روبرت سكيبنيوسكي على موقع بروبوليرز (الإنجليزية)
- روبرت سكيبنيوسكي على موقع سبورتس رفرنس (الإنجليزية)